# Station de Oost
Station de Oost is een treinstation in het Nederlandse attractiepark de Efteling.
Het treinstation ligt in het themagebied Ruigrijk, gelegen tussen de Python en de Oude Tufferbaan. Het station opende op 11 december 2009, naar een ontwerp van Ronald Donkers, Karel Willemen en Pim-Martijn Sanders. Het station is onderdeel van de Efteling Stoomtrein Maatschappij en is een van de twee stations in de Efteling naast Station Marerijk.

## Voorganger
Station Ruigrijk werd gesloten in 2009 na de opening van Station de Oost enkele meters verderop.

## Horecagelegenheden
In het gebouw liggen, naast een toiletruimte en het spoor, vijf horecazaken: De Hongerige Machinist, Wachtruimte 1e Klas, De Verse Oogst, De Brutale Aap en De Rustende Reiziger.

## Trivia
- De informatie die wordt omgeroepen is ingesproken door Jeroen Verheij.
- De attractie Polka Marina lag pontificaal voor de linkervleugel van het station en werd daardoor onmiddellijk besproken voor een eventuele verplaatsing. 11 jaar later, toen de attractie op het einde van levensduur was, is Polka Marina gesloopt. Er is bestrating en zitgelegenheid in de plaats gekomen.[1]

Lijst van attracties in de Efteling · Lijst van sprookjes in de Efteling · Afbeeldingen